# Nervus suprascapularis
Der Nervus suprascapularis („Überschulterblattnerv“) ist ein Nerv des Plexus brachialis. Er hat beim Menschen seine Wurzeln im Rückenmark zwischen dem 5. und 6. Halssegment (C5-C6), bei Haustieren bei C6-C7. Er zieht zum oberen (bei Tieren: vorderen) Schulterblattrand und über die Incisura scapulae auf die Außenseite des Schulterblatts.

## Innervationsgebiet
Der Nervus suprascapularis innerviert motorisch:
- Musculus supraspinatus
- Musculus infraspinatus

Des Weiteren versorgt der Nerv die hinteren und oberen Anteile der Gelenkkapsel des Schultergelenks.

## Supraskapularislähmung

### Mensch
Eine Lähmung des Nervus suprascapularis (auch: Nervus-suprascapularis-Kompressionssyndrom) kommt gelegentlich bei Menschen vor, die schwere Lasten auf der Schulter tragen, oder beim Incisura-Scapulae-Syndrom. 
Durch den Ausfall der vom Nervus suprascapularis innervierten Muskeln (M. supraspinatus und/oder M. infraspinatus) ist die Gefahr einer Luxation des Humeruskopfes deutlich erhöht (Ausfall der Rotatorenmanschette).

### Haustiere
Bei Tieren ist die Supraskapularislähmung eine der häufigeren Nervenlähmungen. Da der Nerv über den vorderen Schulterblattrand und damit über eine harte Knochenkante verläuft, kann er bei Stößen auf diese Region leicht geschädigt werden. Beim Rind tritt dies vor allem beim Hineindrängen in ein Fressgitter auf. Bei Tierarten, die kein Acromion besitzen (z. B. Pferd), ist der Nerv auch auf der Schulterblattaußenseite verletzungsgefährdet (Schläge oder Stöße auf die seitliche Schulter, Liegen auf der Seite).
Die vom Nervus suprascapularis innervierten Muskeln spielen bei Tieren eine große Rolle bei der seitlichen Stabilisierung des Schultergelenks, da mit Ausnahme der Fleischfresser, keine Seitenbänder ausgebildet sind und die beiden Muskeln die Funktion des lateralen Seitenbands übernehmen. Bei einem Ausfall dieser Muskeln kommt es daher zu einer seitlichen Abweichung des Schultergelenks („Abblatten“).
Eine länger anhaltende Nervenlähmung führt schließlich zu einer Atrophie der beiden Muskeln (Muskelschwund), wodurch die Schulterblattgräte (Spina scapulae) markant hervortritt und davor und dahinter die beiden normalerweise von diesen Muskeln ausgefüllten Schulterblattgruben (Fossa supra- und infraspinata) als Eindellungen sichtbar werden. Wenn nur ein Teil des Nerven geschädigt ist, kann auch nur eine der beiden Gruben zutage treten.

## Supraskapularblock
Eine Leitungsanästhesie des Nerven an der Incisura scapulae wird gelegentlich in der Schmerztherapie beim Menschen vorgenommen.